# Xochitepec (Guerrero)
Xochitepec es una localidad del estado mexicano de Guerrero. Es parte del municipio de Quechultenango.

## Toponimia
El nombre «Xochitepec» proviene de los términos en náhuatl: xochitl, flor; tepetl, cerro. Su significado es «Cerro de las flores».

## Demografía
| Gráfica de evolución demográfica |
|                                  |

| Censo | Población |
| ----- | --------- |
| 1900  | 38        |
| 1910  | 126       |
| 1921  | 103       |
| 1930  | 166       |
| 1940  | 171       |
| 1950  | 302       |
| 1960  | 301       |
| 1970  | 478       |
| 1980  | 593       |
| 1990  | 837       |
| 2000  | 1 165     |
| 2010  | 1 356     |
| 2020  | 1 151     |